# 西泡子
西泡子是一个位于中国辽宁省沈阳市的淡水湖，面积约为55.58平方千米，属于东北平原。它的一级流域为辽河流域，二级流域为辽河水系。